# اكتشاف البرتغال للطريق البحري المؤدي إلى الهند

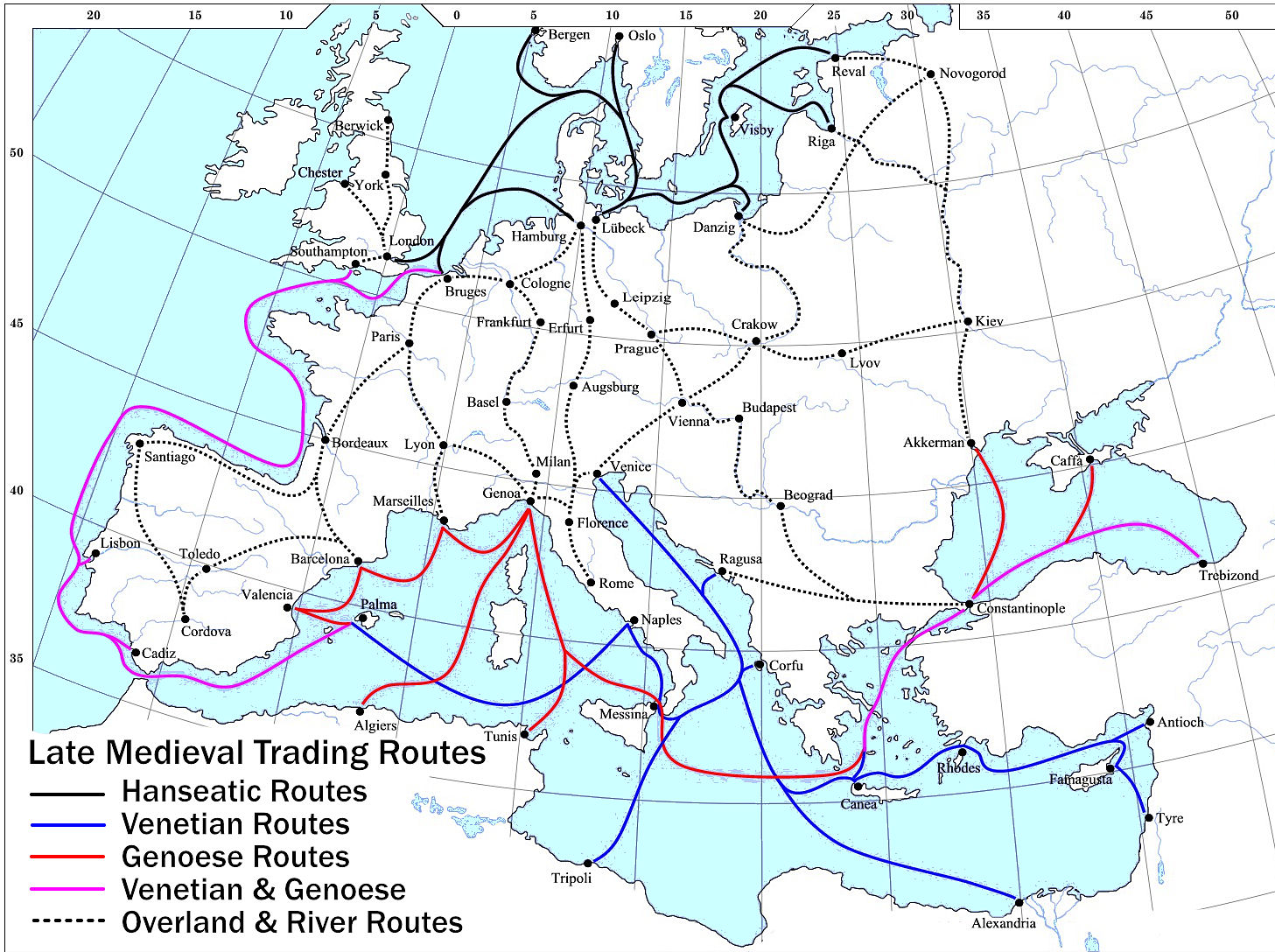

اكتشاف البرتغال للطريق البحري المؤدي إلى الهند هو أول رحلة موثقة اتجهت مباشرة من أوروبا إلى الهند عبر رأس الرجاء الصالح في المحيط الأطلنطي. جرت الرحلة بقيادة المستكشف البرتغالي فاسكو دا غاما خلال عهد الملك مانويل الأول بين عامي 1495 و1499. اعتُبرت هذه الرحلة إحدى أهم الرحلات خلال عصر الاكتشاف، فرسخت الوجود البحري البرتغالي في كيرالا وسلطنة البنغال، وهيمنة البرتغال على طرق التجارة العالمية.

## الاستعدادات للرحلة
أوجد الملك البرتغالي جواو الثاني خطة للوصول إلى الهند عبر رأس الرجاء الصالح من أجل تقليل النفقات في مجال التجارة مع آسيا، وسعيًا لاحتكار تجارة التوابل. بالإضافة إلى الوجود البحري البرتغالي الفعال والمتزايد، رغب جواو باحتكار طرق التجارة وتوسيع مملكة البرتغال التي تحوّلت في تلك الفترة إلى إمبراطورية. لكن لم تُنفذ الخطة خلال عهد الملك جواو، إنما في عهد خليفته الملك مانويل الثاني، وهو الذي عيّن فاسكو دا غاما لهذه الرحلة.
في المقابل، لم تُعجب الطبقات الرفيعة من المجتمع بهذه التطورات. أبدى نبلاء مونتيمور نوفو عام 1495 وجهة نظر تعارض الرحلة التي كان الملك جواو الثاني يحضر لها بشكل جدي. كان أصحاب وجهة النظر تلك راضين عن تجارتهم مع غينيا وشمال أفريقيا، وخشيوا التحديات التي قد يفرضها الحفاظ على ممتلكات وأراضي ما وراء البحار، بالإضافة إلى التكلفة المادية المتعلقة بافتتاح الطرق البحرية والحفاظ عليها. تجسد ذلك الموقف في شخصية عجوز روستيلو التي ظهرت في قصيدة لوسياداس للشاعر الملحمي البرتغالي لويس دي كامويس، والتي رفضت الصعود على متن أسطول الأرمادا. غالبًا ما تُعتبر قصيدة لوسياداس أهم عملٍ في الأدب البرتغالي. يحتفي العمل باكتشاف طريق بحري نحو الهند على يد المستكشف البرتغالي فاسكو دا غاما.
لم يكن الملك مانويل معارضًا للخطة، بل نفذ خطة سلفه جواو الثاني وأمدّ السفن بالمعدات واختار فاسكو دا غاما رئيسًا لهذه الرحلة وربان أسطول الأرمادا. وفقًا للخطة الرئيسة، عيّن جواو الثاني والده، ستيفان دا غاما، لقيادة الأسطول، لكن بحلول وقت تنفيذ الخطة، توفي الملك السابق ووالد فاسكو دا غاما.
سعى البرتغاليون للحصول على التوابل، لكن الأخيرة كانت مكلفة جدًا بسبب المصاعب المرافقة لتجارة التوابل. فعلى سبيل المثال، كان الترحال من أوروبا إلى الهند برًا عملية مكلفة وتستغرق الكثير من الوقت. نتيجة لذلك، وضع الملك جواو الثاني خطة سعيًا لاستكشاف سواحل أفريقيا بحرًا لمعرفة ما إذا كان الطريق إلى الهند صالحًا للملاحة عبر رأس الرجاء الصالح وعبر المحيط الهندي. عيّن الملك جواو بارتولوميو دياز، في العاشر من شهر أكتوبر عام 1486، لترأس البعثة التي ستبحر حول النهاية الجنوبية لأفريقيا أملًا بالعثور على طريق تجاري يودي للهند. ساعد دياز في بناء سفينة ساو غابريل وشقيقتها ساو رافايل اللتين استخدمها فاسكو دا غاما للإبحار بعد رأس الرجاء الصالح واستكمال الرحلة إلى الهند.
اجتاز بارتولوميو دياس النقطة الموجودة في أقصى الجنوب في أفريقيا، والمعروفة باسم رأس الرجاء الصالح، عام 1488. أعلن دياز عن إمكانية السفر إلى الهند عبر الالتفاف حول أفريقيا. تمكن البرتغاليون بعدها من تحقيق أرباح طائلة باستخدام سفنهم لجلب التوابل.
أُطلقت البعثة العالمية في الثامن من شهر يوليو عام 1497. انتهت البعثة بعد سنتين عند دخول السفن نهر تاجة مجددًا، جالبة معها أخبار جيدة أكسبت البرتغال سمعة بحرية محترمة.